# Dr. John's Gumbo
Dr. John's Gumbo är ett musikalbum av Dr. John lanserat 1972 på Atco Records. Albumet är bortsett från en låt ett coveralbum där Dr. John tolkar kompositioner med anknytning till New Orleans. Albumet tillhör de av honom som fått bäst omdömen av musikkritiker, magasinet Rolling Stone tog till exempel med det i listan The 500 Greatest Albums of All Time på plats 404. Musikkritikern Robert Christgau skrev i en positiv recension: "[...] var annars kan man höra "Iko Iko", "Blow Wind Blow," "Big Chief," "Mess Around," och "Let the Good Times Roll" utan att trycka på reject?".
Albumet nådde plats 112 på Billboard 200-listan där det låg kvar i 11 veckor.

## Låtlista
(upphovsman inom parentes)
1. "Iko Iko" (James "Sugar Boy" Crawford)
2. "Blow Wind Blow" (Huey "Piano" Smith, Izzy Cougarden)
3. "Big Chief" (Earl King)
4. "Somebody Changed the Lock" (Mac Rebennack)
5. "Mess Around" (Ahmet Ertegün)
6. "Let the Good Times Roll" (Earl King)
7. "Junko Partner" (Bob Shad)
8. "Stack-A-Lee" (Traditional)
9. "Tipitina" (Professor Longhair)
10. "Those Lonely Lonely Nights" (Earl King, Johnny Vincent)
11. "Huey Smith Medley" (Huey "Piano" Smith, Johnny Vincent) 
  1. "High Blood Pressure"
  2. "Don't You Just Know It"
  3. "Well I'll Be John Brown"
12. "Little Liza Jane" (Huey "Piano" Smith, Johnny Vincent)